# Guðjón Samúelsson

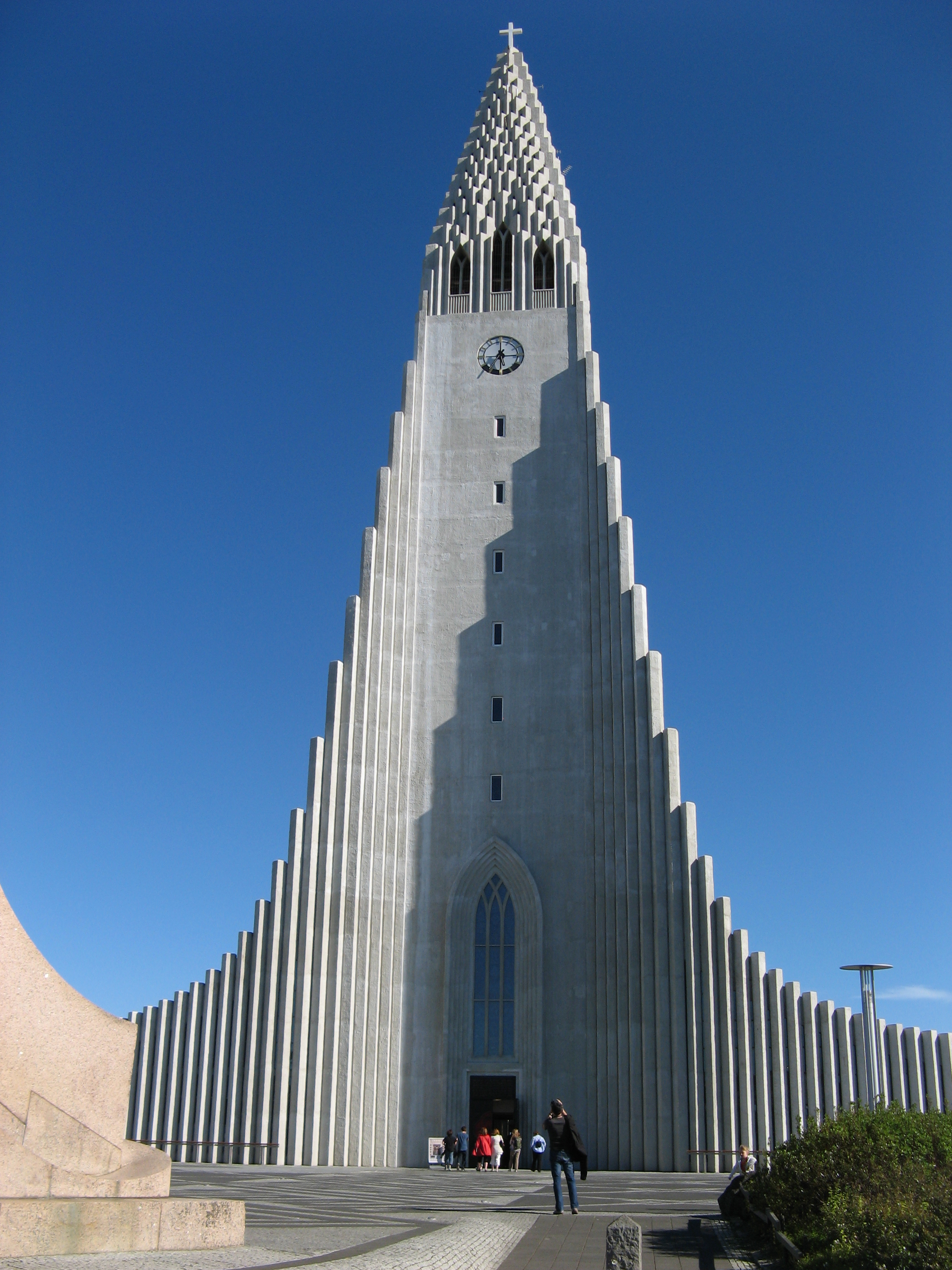
Hallgrímskirkja.

Guðjón Samúelsson, född 16 april 1887, död 25 april 1950, var statsarkitekt på Island. 
Betydande byggnadsverk är huvudbyggnaden för Islands universitet, Islands nationalteater, Landakotskirkja i Reykjavik samt Akureyrarkirkja i Akureyri.
Hans mest kända arbete är Hallgrímskirkja, vars ritningar tillkom 1937.
Många av hans verk sägs vara inspirerade av Islands naturliga geologi, särskilt de basaltpelare som finns i Svartifoss.